# Adrian Popescu
Adrian Mihai Popescu (ur. 26 lipca 1960 w Krajowej) – piłkarz rumuński grający na pozycji prawego obrońcy.

## Kariera klubowa
Popescu urodził się w Krajowej i tam też rozpoczął karierę piłkarską w klubie Universitatea. 14 marca 1981 roku zadebiutował w pierwszej lidze w przegranym 1:2 meczu z Jiul Petroszany. Pomimo rozegrania w sezonie 1980/1981 jednego meczu wywalczył mistrzostwo Rumunii. W kolejnych dwóch zostawał wicemistrzem kraju (w 1983 zdobył także Puchar Rumunii), a w sezonie 1983/1984 występował już w pierwszym składzie Universitatei. Kolejne sukcesy z Universitateą osiągnął w 1991 roku, kiedy to sięgnął po dublet (mistrzostwo + puchar).
W 1992 roku Popescu wyjechał do Szwajcarii. Został piłkarzem drugoligowego FC Locarno. Grał tam przez trzy sezony, ale nie zdołał wywalczyć awansu do pierwszej ligi. W 1995 roku wrócił na pół roku do Universitatei, a następnie grał w innych klubach z rodzinnego miasta: FC Caracal i Constructorulu Krajowa. Karierę kończył w 1999 roku w drugoligowej Politehnice Jassy.

## Kariera reprezentacyjna
W reprezentacji Rumunii Popescu zadebiutował 21 maja 1990 roku w wygranym 1:0 towarzyskim meczu z Egiptem. W 1990 roku został powołany przez Emerica Ieneia do kadry na Mistrzostwa Świata we Włoszech, jednak nie zagrał tam w żadnym spotkaniu. W kadrze narodowej do 1992 roku zagrał 7 razy i zdobył jedną bramkę.